# Comerica
Comerica Incorporated es una empresa estadounidense de servicios financieros con sede en Dallas, Texas, Estados Unidos. Es la matriz de Comerica Bank, un banco comercial regional con 413 sucursales en los estados de Texas, Míchigan, California, Florida y Arizona. Comerica es uno de los holdings financieros más grandes de EE. UU., con oficinas en varias ciudades del país.